# 逆さ合併
逆さ合併（さかさがっぺい、英語: reverse merger）とは、合併の手法の一種で、事業規模が明らかに小さい会社を存続会社とする合併のことである。

## 行う背景
合併差損の回避や、繰越欠損金の控除、あるいは、小規模会社の方が知名度がある、といったケースが多い。
あるいは事実上の存続会社（実際には、法人格上の消滅会社）が非上場会社である場合、法人格上の存続会社が上場企業（かつての店頭公開企業を含む）である場合に存続会社の上場維持によって上場企業に昇格ができるといった利点が挙げられる。ただし、証券取引所が「企業の実質的存続性がない」と判断すれば、裏口上場とみなされ上場廃止とされる事例もある。
同業種他業態同士での合併においては、法律的な手続きが容易になる場合はこの合併形式が採用され、この場合は事実上の業態転換の要素も有する。みちのく銀行や近畿大阪銀行の相互銀行（第二地方銀行）と（第一）地方銀行（全国地方銀行協会加盟行）のケース、山形信用金庫や島根中央信用金庫の信用金庫と信用組合などのケースがみられる。
類似の例では事業実体のないまたは停止した休眠会社を存続会社とする額面変更目的の合併も見られ、休眠会社を利用する業態変更としては、イオンリテールのような親会社の持株会社へ移行に伴う、事業の受け皿として休眠会社を活用するケースを多く見ることができる。
また、組織としては消滅した側の団体・法人の関係者が、存続した側の運営を全面的に掌握した事例も広義の逆さ合併として扱われる場合があり、特にスポーツ関係（相撲部屋やプロ野球球団など）での合併時にみられる。
この他、大規模会社が不祥事等で企業イメージが大幅に悪化した場合、早期の信頼回復を理由に行うケースもある。

## 合併後の企業
商号については、知名度やブランド力の観点から商号としては事業規模の大きい企業の名称を用いることが多く、その他の人事などの実態的な企業としては一般的には事業規模がそのまま反映されることが多い。例えば「○○商事」が「××商事」に編入される（=「××商事」が「○○商事」を編入する）場合、「○○商事」の法人格は消滅し、「××商事」が「○○商事」に改名することになる（実際には2つの「○○商事」は別会社であるが、外部の人間にはあたかも「○○商事」が存続しているように見える）。

## 主な例

### 金融関連
1943年4月1日、東京川崎財閥傘下の第百銀行と三菱財閥傘下の三菱銀行が合併し、新「三菱銀行（現：三菱UFJ銀行）」となった。1942年下期の出張所を含む店舗数は、三菱銀行が66に対し第百銀行は112で、店舗数が遙かに多い第百を三菱が吸収したこの合併は、当時「蟻が象を飲み込んだ」と言われた。この頃、第百銀行の経営状況は停滞しており、同行はこの事態を打開するためには更なる零細預金を吸収し、これを中小企業金融へ振り向ける必要があった。政府も低金利政策を打ち出したため、川崎財閥では専業貯蓄銀行の先行きは暗いと判断し、経営環境の転換を図ったとされている。なお、この合併により金融財閥であった川崎財閥はその根幹が消滅した。
2003年3月に行われた、三井住友フィナンシャルグループ（SMFG）傘下の都市銀行「三井住友銀行」と第二地方銀行「わかしお銀行」の合併は、「わかしお銀行」が「三井住友銀行」を吸収合併し、商号を「三井住友銀行」に改める逆さ合併であった。これは三井住友銀行が、前身行である旧住友銀行が有していた約8000億円に上る有価証券の含み損を一掃するべく、逆さ合併によって自行の保有資産が有していた約2兆円の含み益を帳簿上に顕在化させることを目的に行ったものであった。なお、事業については、事業規模の大小関係がそのまま反映されることが多く、実際、この合併においても、三井住友銀行の一部署として、わかしお銀行の事業を引き継ぐ「コミュニティバンキング本部」（後に廃止）が設置された。
みずほ証券は、2009年5月にみずほFGでホールセール部門を手がける証券会社であった旧みずほ証券（旧日本興業銀行の直系の証券会社）と、旧日本興業銀行グループで準大手の新光証券（=新日本証券と和光証券の合併会社）の合併により誕生した。企業規模としては旧みずほ証券のほうが大きかったものの、上場維持を理由として旧新光証券を存続会社とし、消滅会社の商号が合併会社の社名となっている。このため、事実上逆さ合併となっており、本社所在地や社長も、消滅側から起用された。なお、上場維持を理由とした合併としては、現在のみずほ信託銀行の合併スキームに倣ったものである。企業規模を観点とした逆さ合併については、2013年7月1日にみずほコーポレート銀行がみずほ銀行を吸収合併し、みずほ銀行に商号変更したケースがこれに続く。

### 労働者派遣業関連
日本法人としてのランスタッドおよびその直接の前身であるフジスタッフも、それぞれ、いわゆる逆さ合併を経験しており、ランスタッドは、2006年に設立された初代日本法人が、2009年に本国での経営統合相手の在日法人であったヴェディオール・キャリアに吸収合併される形で、2代目日本法人のランスタッドが発足し、2011年には、フジスタッフに吸収される形で3代目日本法人に当たる現在のランスタッドとなっている。
また、前身である旧フジスタッフも、1985年に前身企業が発足し、後にフジスタッフ（初代）となるが、2002年には、株式の店頭公開状態の維持（現在でいうところの、ジャスダック上場の維持）を理由に1980年にパソナ系列として設立されたプロフェシオに吸収される形でフジプロフェシオとなり、後に消滅法人の商号であったフジスタッフ（2代目）に改称した（この2代目フジスタッフが法人格上、2011年から現在のランスタッドになっている）。このため、現：ランスタッド日本法人の創業を1985年としている。

### 取引所
東京証券取引所グループ（東証グループ社）と大阪証券取引所（大証）の合併の場合は、すでに上場していた大証が、自社より大きい非上場の東証グループ社を吸収する形で経営統合した。

### 不祥事での事例
1986年12月、三洋電機はグループ会社の上場企業である東京三洋電機（TSE）を吸収合併した。
当時、三洋電機とTSEはともに東証、大証の一部に上場していた。また、業容・株価のいずれも、TSEのほうが上で、三洋電機のTSE株式の持ち分は20%程度しかなかった。
しかし、TSEが1984年に製造・発売した石油ファンヒーター「CFH-S221F」が、設計構造上の欠陥から45人が一酸化炭素中毒、うち4人が死亡する事故を引き起こした。この事故で三洋電機は社会的信用が失墜し、とりわけTSEブランドの地位低下は、計り知れないものであった。TSEはもはや単独での事業継続は困難な状況に陥っており、事故の責任を何らかの形で世間に示す必要もあった。
最終的に1986年12月、三洋電機がTSEを吸収合併することで、法人格としてのTSEは消滅し、三洋電機の事業所（三洋電機東京製作所）へと格下げされた。同時に三洋電機もブランドロゴを現行のものに変更し、三洋電機はイメージアップと再起を図ることになる。
これに関しては、当時の社長であった井植敏が、後に「やはり経済原則に従って、東京三洋が三洋を吸収すべきだった」と回顧している。

### 小売業関連
近鉄百貨店は、2001年に規模は大きいが非上場であった旧近鉄百貨店が、小規模ながら上場会社であった京都近鉄百貨店（旧丸物）を存続会社として合併し、本店を旧近鉄百貨店の本店であった大阪市に移転の上、社名を（新）近鉄百貨店に改めたものである。株式上場の維持を理由として、京都近鉄百貨店を存続会社としたものの、実際には経営不振に陥っていた京都近鉄百貨店を旧近鉄百貨店が救済合併したものであった。
流通最大手のイオン株式会社の子会社でプライベートブランド「トップバリュ」の開発を行うイオントップバリュは、2013年9月1日に同じグループ会社で輸出入事業を行っていた商社であるアイクを存続会社として合併し、社名を（新）イオントップバリュに改めた。設立年はアイクのほうが早いうえに、イオントップバリュが発足する前はアイクが「トップバリュ」の開発を行っていた経緯があった為、合併によって機能を一体化したこととなった。

### 海外での事例
アメリカでは格安航空会社のバリュージェット航空が事故（バリュージェット航空592便墜落事故）によるイメージダウンから、同じく経営が悪化していた（旧）エアトラン航空を合併して（新）エアトラン航空と改名したケースがある。合併以後バリュージェット航空の社歴はなかったことにされた。
また、アメリカウエスト航空が2005年に自社の2倍の規模ながら、連邦破産法第11章の申請を2度も行うほど経営が低迷していた（旧）USエアウェイズを買収し、社名やブランドこそ（新）USエアウェイズにしたものの、本社、経営権などはアメリカウエスト側が乗っ取る形で2007年に統合した例もある。